# Jul i Kvinnaböske
Jul i Kvinnaböske är ett julalbum från 1986 av den svenske sångaren Hasse Andersson, kompad av Kvinnaböske Band, och flera av låtarna har fredstema . Det placerade sig som högst på 27:e plats på den svenska albumlistan. Det återutgavs 1987 på det då relativt nya mediet CD.

## Låtlista

### Sida 1
1. Decembernatt
2. Julens klockor (Bells of Christmas)
3. Tomten (till Inger)
4. Sjömansjul på Hawaii
5. Stilla natt (Stille Nacht, heilige Nacht)

### Sida 2
1. Knalle Juls vals
2. Var é Tomten (I Believe in Santa)
3. När juldagsmorgon glimmar (Wir hatten gebauet ein stattliches Haus)
4. Den fjärde vise mannen
5. Hoppets vind (Soleado)
6. Julestök (Outro)

## Listplaceringar
| Lista (1986-1987) | Topplacering |
| ----------------- | ------------ |
| Sverige           | 27           |

## Medverkande
- Hasse Andersson - Sång
- Ulf B. Edefuhr - Steelguitar
- Sven-Åke (Blöffe) Lindeberg - Elgitarr
- Hasse Rosén - Gitarr
- Håkan Nyberg - Trummor
- Nils (Nisse "bas") Persson - Bas
- Caj Högberg - Bas
- Roland Gottlow - Klaviatur
- Kjell Öhman - Klaviatur & Dragspel
- Lennart Sjöholm - Klaviatur
- Thomas Haglund - Fiol & Mandolin

### Övriga
- Lasse Westman, Lennart Sjöholm, Monica Svensson,
- Diana Nunez, Lotta Engberg och Liza Öhman - Kör
- Producent & Arrangemang: Lennart Sjöholm